# 清河清真寺

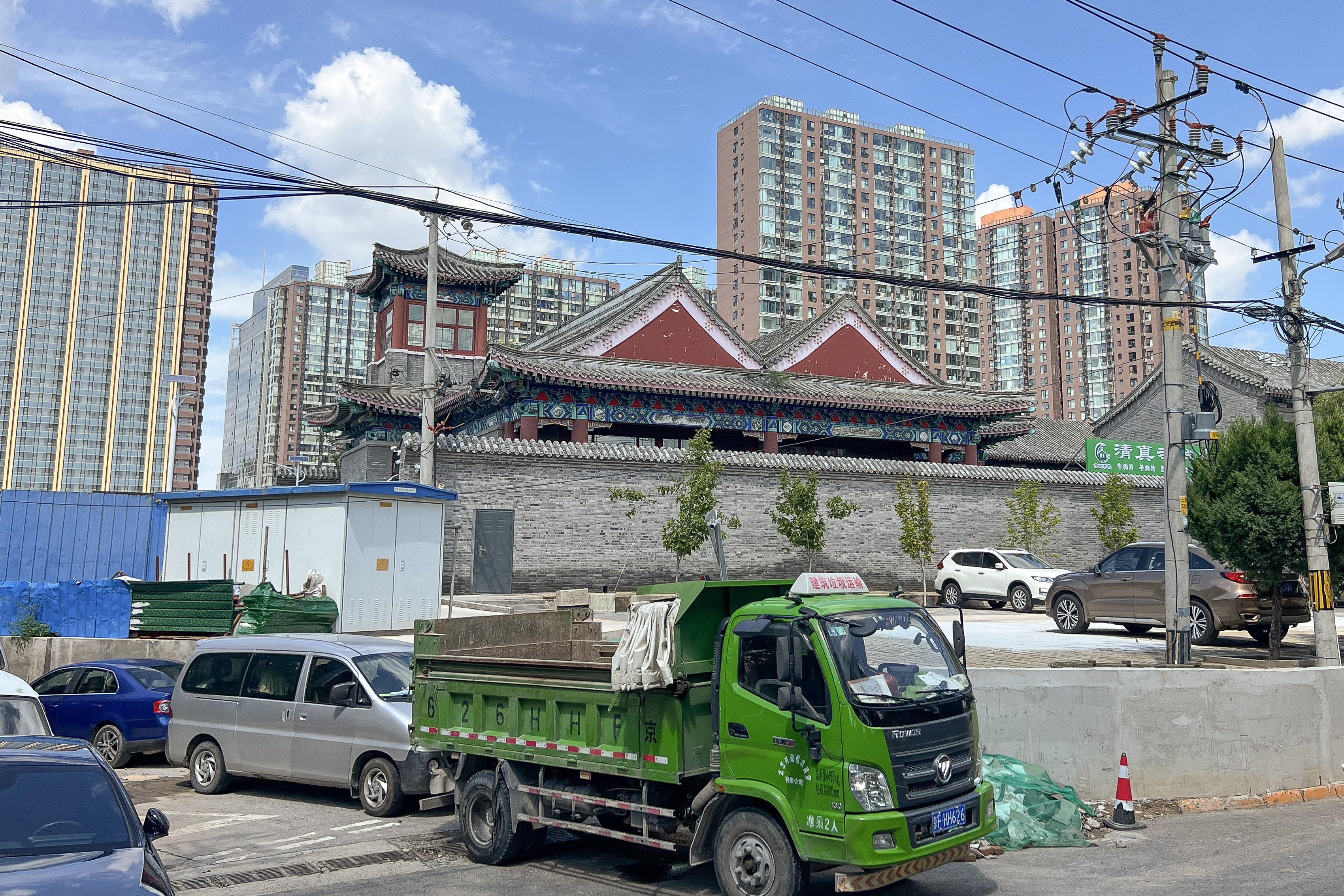
清河清真寺主体建筑

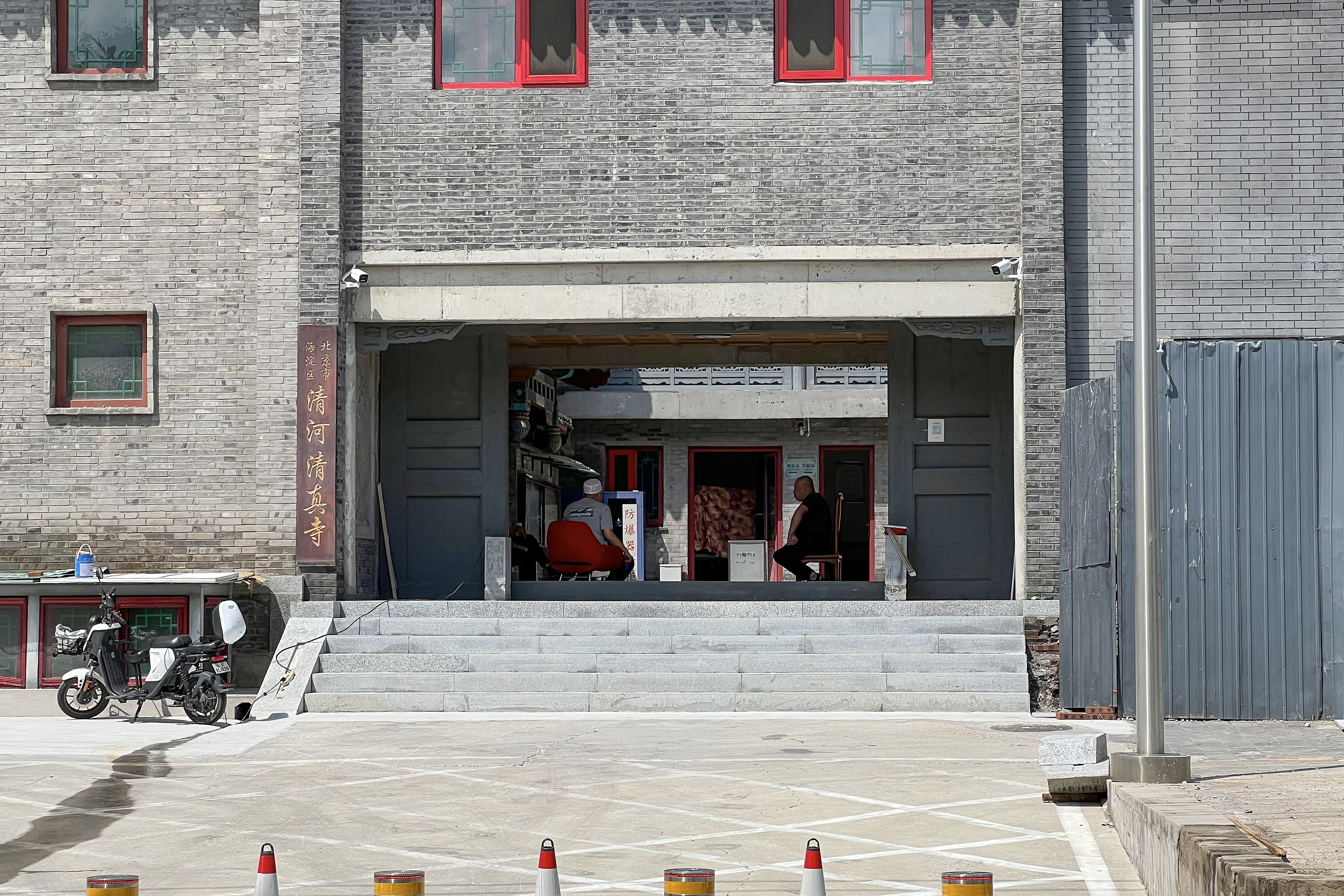
清河清真寺正门

清河清真寺，位于北京市海淀区清河二街，是一座伊斯兰教清真寺。

## 历史
清朝康熙、乾隆年间，北京一些回民聚居区建清真寺成风，马甸清真寺、树村清真寺、沙河清真寺等先后建立。大约清朝康熙年间（至少不晚于清朝乾隆年间），清河镇居住的大批穆斯林集资兴建了一座规模较小的清真寺，起初位于原清河大桥南端。因桥南地势低洼，每年夏季河水上涨，清真寺周围时常积水。约清朝光绪二十七年（1901年），迁建到清河大桥北侧。迁建后的清真寺，主要建筑采用传统四合院布局，设有大门、二门、水房、礼拜大殿、南讲堂、北讲堂等建筑。
民国二十九年（1940年），居住在清河镇的丁、高、李、夏、安、白等姓的穆斯林群众集资重修清河清真寺。中华民国时期，全国各地废除私塾，兴办学堂，北平的穆斯林聚居区马甸、清河、安河桥等地都在清真寺内开办了学校。清河清真寺腾出该寺后院的几间闲房，招收附近回汉学童，开办四年制初小，定名为“清河镇私立穆明小学”，该校教授国文、算术、经文。1957年到1966年初，清河第一小学还在此挂牌开课。1982年，清河清真寺自筹资金再度修缮，恢复为宗教活动场所。清河清真寺是海淀区普查登记文物。
2012年9月21，清河清真寺开始原址动工翻建。2014年10月6日重新开放。2014年底，清河清真寺东侧开设清真超市。

## 建筑
2014年清河清真寺翻建完工重新开放后，建筑风格仍为原有的传统四合院布局，建筑面积4700多平米，比翻建之前扩大了一倍。主要建筑有：
- 大门、水房、二门：进入大门，右手为水房，左手进入二门可到内院。
- 礼拜大殿：位于内院。翻建前大殿仅能容纳七八十人同时礼拜，翻建后可容纳400人同时礼拜。
- 南、北讲堂：位于大殿的南北两侧，用于讲经和阿訇休息。
- 清真餐厅：位于清真寺地下，是一个宽敞的地下空间，用于穆斯林集体用餐。[1]